# Roger Penrose

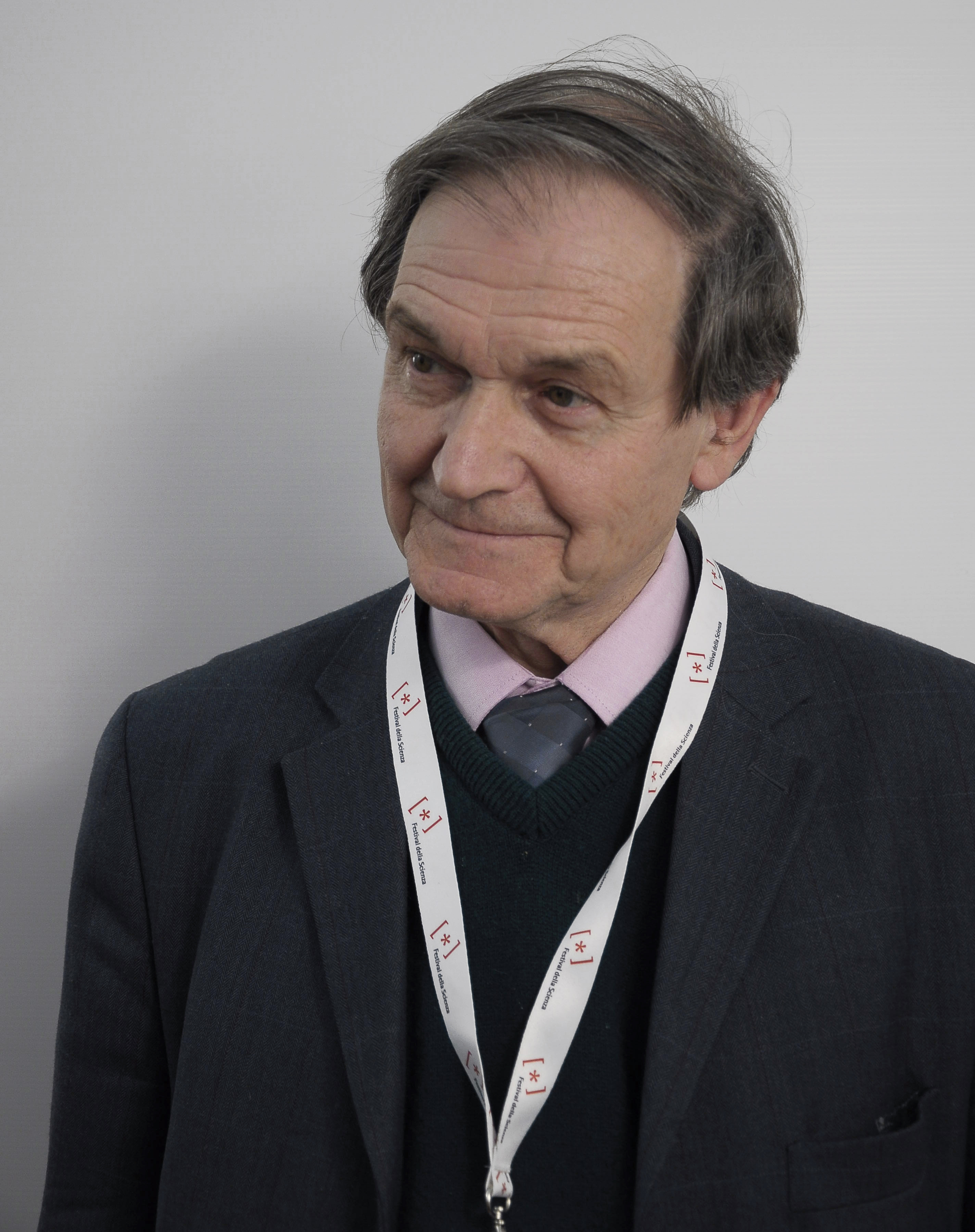
Roger Penrose

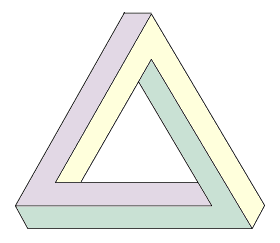
Penrose által feltalált lehetetlen alakzat, a Penrose-háromszög

Sir Roger Penrose OM, FRS (Colchester, Essex, 1931. augusztus 8. –) fizikai Nobel-díjas angol matematikus és elméleti fizikus. Az Oxfordi Egyetem Rousse Ball matematikai katedrájának professor emeritusa és a Wadham College emeritus tagja.

## Élete
Apja a híres genetikus, pszichiáter és sakkelmélész Lionel S. Penrose (1898–1972) volt. Két fivére Oliver Penrose matematikus, fizikus (*1929) és Jonathan Penrose sakkmester (*1933), húga Shirley genetikus professzor (*1945), férjezett nevén Hodgson.
A Cambridge-i Egyetemen szerzett doktori fokozatot 1957-ben algebrai geometriából. Ezután angol és amerikai egyetemeken dolgozott. 1964–1973 között a londoni Birkbeck College-ban volt docens, majd az alkalmazott matematika professzora. 1973-ban lett az Oxfordi Egyetemen a Rouse-Ball matematikai tanszék professzora.
Tudományos eredményeinek elismeréseként 1994-ben a királynő lovaggá ütötte. 1988-ban a Stephen Hawkinggal közösen elért eredményekért megkapták a fizikai Wolf-díjat.

## Kutatási eredményei
A matematikai fizikában és a kozmológiában ért el komoly eredményeket. Több tudományos ismeretterjesztő könyvet írt részben filozófiai témákról.
Ő fedezte fel 1974-ben a róla elnevezett Penrose-féle csempézést, amely két különböző alakú parkettával aperiodikus módon fedi le a teljes síkot.
1984-ben hasonló mintákat fedeztek fel kvázikristályok atomjainak elrendeződésében. Talán a legfontosabb közreműködése az volt, amikor 1971-ben kitalálta a spinhálózatokat, amelyek a hurok-kvantumgravitációbeli téridő geometriáját adták. 
Kutatási eredményei még: Escher grafikáinak magyarázata, a téglalap alakú mátrixok Moore-Penrose-inverze.
Ő dolgozta ki a tvisztorelméletet (a tvisztorok a téridő alapjául szolgáló, magasabb dimenziós komplex térben működő, absztrakt geometriai alakzatok).
További alapvető eredménye a kozmológiában a Stephen Hawkinggal megalkotott Hawking–Penrose-tétel, amely szerint az einsteini téregyenleteknek nincs szingularitás (például ősrobbanás, fekete lyuk) nélküli megoldása.

## Műveinek magyar kiadása
- A twisztor-elmélet. Cikkgyűjtemény; Akadémiai, Budapest, 1980 (Magyar fizikai folyóirat. Klasszikus sorozat)
- A császár új elméje. Számítógépek, gondolkodás és a fizika törvényei; előszó Martin Gardner, ford. Gálfi László; Akadémiai, Budapest, 1993
- Stephen Hawking–Roger Penrose: A tér és az idő természete. Előadás-sorozatok az Isaac Newton Intézetben; fordította: Both Előd; Akkord, Budapest, 1999 (Talentum tudományos könyvtár); ISBN 963-645-023-4 A Cambridge-i Egyetemen 1994-ben lezajlott vita a kvantumgravitációról (nehezebb olvasmány)
- A nagy, a kicsi és az emberi elme. Kozmológia, kvantummechanika és a tudatosság fizikája; szerk. Stephen Hawking, Abner Shimony, Nancy Cartwright, fordította: Gergely László Árpád; Akkord, Budapest, 2003 (Talentum tudományos könyvtár)
- Einstein csodálatos éve. Öt cikk, amely megváltoztatta a fizika arculatát; szerk., bev. John Stachel, közrem. Trevor Limpscombe, Alice Calaprice, Sam Elworthy, előszó Roger Penrose, fordította: Piróth Attila; Akkord, Budapest, 2004
- Az idő ciklusai. Az univerzum radikálisan új szemlélete; fordította: Gilicze Bálint; Akadémiai, Budapest, 2011 (Új polihisztor)